# Jiří Otter
Jiří Josef Otter (31. července 1919 Plzeň – 2. února 2018 Praha) byl český teolog a evangelický farář.

## Život
Jiří Otter se narodil jako syn evangelického faráře nového Husova sboru na Jižním předměstí v Plzni a velkého evangelizátora, Ebenezera Ottera. Maturoval na klasickém gymnáziu roku 1938. Vysokoškolské studium klasické filologie na Filosofické fakultě UK bylo přerušeno uzavřením vysokých škol nacisty. Známé uzavření pražských kolejí německými vojáky se jej nedotklo, protože byl ubytován v Husově domě v Jungmannově ulici, sídle Českobratrské církve evangelické (a ne na univerzitní koleji).
Po složení diakonských zkoušek roku 1940 vyučoval evangelické náboženství na plzeňských základních a středních školách; současně studoval dálkově evangelickou teologii v tajných kursech vedených profesory uzavřené Husovy fakulty. V posledních dvou letech války byl  internován jako politický vězeň v německých věznicích a táborech v Bavorsku, kde se ke konci války setkal v táboře v Regensburgu i se svým otcem. Následně, po přesunu do věznice v Eichachu, se setkal i s Miladou Horákovou. Po osvobození Američany se postupně dostal zpět do Čech.
Od roku 1945 studoval angličtinu na Filosofické fakultě UK a řádné teologické studium na evangelické fakultě, přejmenované nyní podle Komenského. V letech 1945–1946 absolvoval dva semestry zahraničního studia na Assembly’s College v Belfastu.
Poté byl od roku 1948 farářem sboru ČCE v Mariánských Lázních a od roku 1952 seniorem západočeského seniorátu ČCE. V roce 1953 získal doktorát na Komenského evangelické fakultě. Od roku 1965 působil jako tajemník v ústředí ČCE v Praze a v roce 1972 se stal vedoucím tajemníkem. Od roku 1975 působil též jako externí lektor němčiny a angličtiny na Komenského evangelické fakultě. Po roce 1984 pracoval jako důchodce ve sníženém úvazku jako překladatel v ekumenickém oddělení ústředí ČCE a i v době plného důchodu od roku 1999 se věnoval výkladu řeckých textů okrajových biblických spisů.
Už od školního věku byl člen TJ Sokol, byl aktivní ve cvičení i atletice, a byl též účastníkem několika všesokolských sletů. Později byl rekreačně členem tenisového oddílu TJ Praga u sv. Apolináře v Praze. Jako člen Svazu osvobozených politických vězňů a pracovník Českého svazu bojovníků za svobodu byl v roce 2006 zvolen předsedou obvodního výboru ČSBS v Praze 2; a postupně vyznamenán bronzovou a stříbrnou medailí ČSBS.

## Publikační činnost
- Z pověření ČCE: Evangelische Kirche der Böhmischen Brüder, Neustadt-Pfalz, 1968, anglická verze v Edinburghu 1969. (Druhé vydání obou verzí v Praze r. 1985.) – The Witness of Czech Protestantism, Praha 1970. – Die erste vereinigte Kirche im Herzen Europas, Praha 1991 (anglická, francouzská a česká verze vyšly v r. 1992).
- Pro ekumenické oddělení: Úděl česko-německého sousedství, Brno 1994 (něm. verze r. 1994); Tschechen von Deutschen umarmt, Mar. Lázně 1995, (česká verze: Češi v německém objetí r. 1996.)
- Pro Kruh přátel čes.-něm. porozumění: Das deutsch-tschechische Miteinander, Mar. Lázně 1998; Češi a Němci – také spolu. Kapitoly ze světlých stránek společných dějin, Mar. lázně 1999. (Německá verze r. 2000.) – Za tyto knížky získal jako člen KPČNP r. 2009 ocenění „Das goldene Herz für Europa“ (Zlaté srdce pro Evropu).
- Knižní průvodce Prahou pro zahr. hosty: Fünf Rundgänge durch Prag auf den Spuren der Böhmischen Reformation, Praha 2000 (2. vydání r. 2002); Pět okruhů Prahou po stopách české reformace, Praha 2001; Five Circuits through Prague in the footsteps of the Czech Reformation, Praha 2006. – V r. 2012 vyšel i překlad do korejštiny.
- Biblicko-teologické publikace: Dopisy andělům – odměny vítězům (výklad Zj 1–3), Praha 1993; Jen jedenkrát v bibli – Hapaxlegomena (sondy do Nového zákona) Praha 2008; Dva okrajové biblické spisy – List Židům, List Judův, Praha 2009; Nejmladší apoštolský list v Novém zákoně – Druhý list Petrův, Praha 2012. – Pro Centrum biblických studií při ETF-UK a ČAV připravil nový výklad řeckého textu 2 Pt a Ju do Ekumenického komentáře k Novému zákonu č. 20.
- Vězeňské vzpomínky: Za mřížemi a dráty – také trochu jinak, Praha 2008; Hinter Gitter und Stacheldraht – auch ein wenig anders, Praha 2009. (Knížka byla představena spolu s autorem na jaře 2010 na Mezinárodním knižním veletrhu v Lipsku.)
- Překlad z němčiny: G. Goeserich, Von Wundern leben wir (Díky zázrakům jsme živi), Praha 2002.

## Politika
V komunálních volbách 2014 byl ve věku 95 let nejstarším kandidátem v Česku. Kandidoval do místního zastupitelstva v Praze 2 jako nestraník navržený Stranou zelených na kandidátce „Zelená pro Prahu 2 - Strana zelených s podporou Pirátů a SNK-ED“ na posledním 35. místě.